# Azték varjú
Az azték varjú (Corvus imparatus) a madarak osztályának verébalakúak (Passeriformes) rendjébe és a varjúfélék (Corvidae) családjába tartozó faj.

## Rendszerezése
A fajt James Lee Peters amerikai ornitológus írta le 1929-ben.

## Előfordulása
Mexikóhoz tartozó Tamaulipas területén fészkel, de Texas déli részén is megtalálható. Természetes élőhelyei a szubtrópusi és trópusi száraz erdők és síkvidéki esőerdők, valamint szántóföldek, ültetvények és városi régiók.

## Megjelenése
Testhossza 40 centiméter, testtömege 192-237 gramm.

## Természetvédelmi helyzete
Az elterjedési területe nagyon nagy, egyedszáma még nagy és ugyan csökken, de még nem éri el a kritikus szintet. A Természetvédelmi Világszövetség Vörös listáján nem fenyegetett fajként szerepel.